# Associazione Calcio Fiorentina 1991-1992
Questa voce raccoglie le informazioni riguardanti l'Associazione Calcio Fiorentina nelle competizioni ufficiali della stagione 1991-1992.

## Stagione
Nell'estate 1991 il presidente Mario Cecchi Gori acquistò il centravanti Marco Branca, il fantasista Pietro Maiellaro, il portiere Alessandro Mannini e, tra gli stranieri, il centrocampista brasiliano Mazinho e soprattutto il giovane attaccante argentino Gabriel Batistuta, quest'ultimo destinato a divenire l'uomo-simbolo del successivo decennio dei gigliati.

Il giovane neoacquisto argentino Gabriel Batistuta, migliore marcatore stagionale dei gigliati con 14 gol.

Nell'immediato la squadra, che cominciò l'annata agli ordini del brasiliano Sebastião Lazaroni, per poi passare in mano a Luigi Radice a partire dalla 6ª giornata di campionato, raggiunse la salvezza chiudendo la classifica al 12º posto finale; in Coppa Italia il cammino della Viola si fermò agli ottavi di finale, eliminata dal Parma. Il neoacquisto Batistuta emerse quale migliore marcatore stagionale dell'undici toscano con 14 reti totali, di cui ben 13 nella sola Serie A.
Fuori dal campo, con delibera del 26 novembre 1991, lo stadio Comunale di Firenze, storico campo di gioco della Fiorentina, prese definitivamente il nome di Artemio Franchi in onore dell'ex presidente della FIGC oltreché dirigente viola.

## Divise e sponsor
In questa stagione c'è il ritorno sulle maglie viola del classico giglio in versione ridisegnata, stilisticamente vicina alla tradizione societaria.
| Casa | Trasferta | Terza divisa |

## Rosa
| N. |                    | Ruolo | Calciatore              |
| -- | ------------------ | ----- | ----------------------- |
|    | Italia (bandiera)  | P     | Gianmatteo Mareggini    |
|    | Italia (bandiera)  | P     | Alessandro Mannini      |
|    | Italia (bandiera)  | P     | Emiliano Betti          |
|    | Italia (bandiera)  | D     | Massimiliano Fiondella  |
|    | Italia (bandiera)  | D     | Stefano Carobbi         |
|    | Italia (bandiera)  | D     | Mario Faccenda          |
|    | Italia (bandiera)  | D     | Alberto Malusci         |
|    | Italia (bandiera)  | D     | Stefano Pioli           |
|    | Italia (bandiera)  | D     | Vincenzo Matrone        |
|    | Italia (bandiera)  | D     | Giuseppe Antonaccio     |
|    | Italia (bandiera)  | D     | Giovanni Bucaro         |
|    | Italia (bandiera)  | D     | Vittorio Tosto          |
|    | Italia (bandiera)  | C     | Daniele Giraldi         |
|    | Brasile (bandiera) | C     | Carlos Dunga (capitano) |
|    | Italia (bandiera)  | C     | Pietro Maiellaro        |

| N. |                      | Ruolo | Calciatore         |
| -- | -------------------- | ----- | ------------------ |
|    | Brasile (bandiera)   | C     | Mazinho            |
|    | Italia (bandiera)    | C     | Massimo Orlando    |
|    | Italia (bandiera)    | C     | Antonio Dell'Oglio |
|    | Italia (bandiera)    | C     | Stefano Salvatori  |
|    | Italia (bandiera)    | C     | Giuseppe Iachini   |
|    | Italia (bandiera)    | C     | Daniele Amerini    |
|    | Italia (bandiera)    | C     | Ferruccio Bonvini  |
|    | Italia (bandiera)    | A     | Ramon Aiana        |
|    | Italia (bandiera)    | A     | Mario Bartolelli   |
|    | Italia (bandiera)    | A     | Marco Branca       |
|    | Argentina (bandiera) | A     | Gabriel Batistuta  |
|    | Italia (bandiera)    | A     | Giacomo Banchelli  |
|    | Italia (bandiera)    | A     | Stefano Borgonovo  |
|    | Italia (bandiera)    | A     | Daniele Beltrammi  |
|    | Italia (bandiera)    | A     | Massimiliano Memmo |

## Risultati

### Serie A

#### Girone di andata
| Arbitro: | Amendolia (Messina) |

|               |           |  |
| Casiraghi 42’ | Marcatori |  |

| Arbitro: | Fabricatore (Roma) |

|                                          |           |                     |
| Faccenda 10’ Batistuta 45’ Maiellaro 90’ | Marcatori | 54’ (rig.) Aguilera |

| Arbitro: | Beschin (Legnago) |

|              |           |                            |
| Faccenda 27’ | Marcatori | 62’ Petrescu 65’ Codispoti |

| Arbitro: | Pairetto (Nichelino) |

|                       |           |               |
| Van Basten 86’ (rig.) | Marcatori | 62’ Maiellaro |

| Arbitro: | Baldas (Trieste) |

|  |           |             |
|  | Marcatori | 36’ Salsano |

| Arbitro: | Cesari (Genova) |

|              |           |               |
| Desideri 48’ | Marcatori | 70’ Fiondella |

| Arbitro: | Lo Bello (Siracusa) |

|                          |           |  |
| Dunga 16’ M. Orlando 90’ | Marcatori |  |

| Ascoli Piceno 27 ottobre 1991 8ª giornata | Ascoli             | 0 – 0 referto | Fiorentina | Stadio Cino e Lillo Del Duca\| Arbitro: \| Fabricatore (Roma) \| |
| Arbitro:                                  | Fabricatore (Roma) |               |            |                                                                  |

| Arbitro: | Boemo (Cervignano del Friuli) |

|                |           |  |
| Dell'Oglio 73’ | Marcatori |  |

| Arbitro: | Cornieti (Forlì) |

|              |           |  |
| Caniggia 42’ | Marcatori |  |

| Arbitro: | Sguizzato (Verona) |

|                |           |               |
| M. Orlando 27’ | Marcatori | 61’ Casiraghi |

| Arbitro: | Mughetti (Cesena) |

|              |           |                                                      |
| Verdelli 69’ | Marcatori | 46’ A. Malusci 59’ Batistuta 90’ (aut.) Giandebiaggi |

| Arbitro: | Fucci (Salerno) |

|                                                 |           |            |
| Carobbi 13’ Batistuta 15’ Dunga 80’ Matrone 88’ | Marcatori | 90’ Lunini |

| Arbitro: | Lo Bello (Siracusa) |

|                       |           |  |
| Lentini 30’ Scifo 58’ | Marcatori |  |

| Arbitro: | Felicani (Bologna) |

|                 |           |                           |
| Pari 77’ (aut.) | Marcatori | 39’ Vierchowod 71’ Vialli |

| Arbitro: | Stafoggia (Pesaro) |

|            |           |  |
| Crippa 51’ | Marcatori |  |

| Arbitro: | Lanese (Messina) |

|                    |           |          |
| Apolloni 1’ (aut.) | Marcatori | 49’ Grun |

#### Girone di ritorno
| Arbitro: | Pezzella (Frattamaggiore) |

|                         |           |  |
| Batistuta 7’ Branca 90’ | Marcatori |  |

| Arbitro: | Trentalange (Torino) |

|                                  |           |                   |
| Skuhravy 8’, 18’ N. Caricola 59’ | Marcatori | 1’, 80’ Batistuta |

| Arbitro: | Bazzoli (Merano) |

|                                      |           |                         |
| Rambaudi 29’ Baiano 31’ Shalimov 37’ | Marcatori | 24’, 52’, 76’ Batistuta |

| Firenze 16 febbraio 1992 21ª giornata | Fiorentina      | 0 – 0 referto | Milan | Stadio Artemio Franchi\| Arbitro: \| Cesari (Genova) \| |
| Arbitro:                              | Cesari (Genova) |               |       |                                                         |

| Arbitro: | Mughetti (Cesena) |

|            |           |                              |
| Völler 79’ | Marcatori | 36’, 70’ Batistuta 90’ Dunga |

| Arbitro: | Fucci (Salerno) |

|             |           |                 |
| Iachini 57’ | Marcatori | 29’ D. Fontolan |

| Arbitro: | Pezzella (Frattamaggiore) |

|                  |           |  |
| D. Fortunato 15’ | Marcatori |  |

| Arbitro: | Boggi (Salerno) |

|               |           |                           |
| Maiellaro 62’ | Marcatori | 21’ Troglio 35’ D'Ainzara |

| Arbitro: | Cesari (Genova) |

|                                                |           |  |
| N. Napoli 55’ Francescoli 67’ Fonseca 74’, 90’ | Marcatori |  |

| Arbitro: | Beschin (Legnago) |

|                                   |           |  |
| M. Orlando 34’ Batistuta 44’, 89’ | Marcatori |  |

| Arbitro: | Cinciripini (Ascoli Piceno) |

|             |           |            |
| Stroppa 55’ | Marcatori | 90’ Branca |

| Arbitro: | Bettin (Padova) |

|                |           |               |
| A. Malusci 79’ | Marcatori | 39’ Iacobelli |

| Arbitro: | Boggi (Salerno) |

|                             |           |                      |
| Lunini 49’ Fanna 82’ (rig.) | Marcatori | 16’, 56’, 74’ Branca |

| Firenze 3 maggio 1992 31ª giornata | Fiorentina           | 0 – 0 referto | Torino | Stadio Artemio Franchi\| Arbitro: \| Brignoccoli (Ancona) \| |
| Arbitro:                           | Brignoccoli (Ancona) |               |        |                                                              |

| Arbitro: | Sguizzato (Verona) |

|                   |           |  |
| Buso 41’ Pari 58’ | Marcatori |  |

| Arbitro: | Mughetti (Cesena) |

|                                   |           |                         |
| Borgonovo 29’, 39’, 77’ Dunga 58’ | Marcatori | 37’ Blanc 50’ De Napoli |

| Arbitro: | Chiesa (Milano) |

|                   |           |               |
| Brolin 89’ (rig.) | Marcatori | 43’ Maiellaro |

### Coppa Italia
| Arbitro: | Livio Bazzoli (Merano) |

|                         |           |              |
| Borgonovo 12’ Dunga 25’ | Marcatori | 53’ Amarildo |

| Arbitro: | Pietro D'Elia (Salerno) |

|              |           |                                               |
| Amarildo 53’ | Marcatori | 7’ Orlando 49’ (aut.) Piraccini 84’ Batistuta |

| Parma 30 ottobre 1991 Ottavi di finale - Andata | Parma | 0 – 0 | Fiorentina | Stadio Ennio Tardini |

| Firenze 4 dicembre 1991 Ottavi di finale - Ritorno         | Fiorentina | 1 – 1      | Parma | Stadio Artemio Franchi |
| \| \| \| \| \| Borgonovo 31’ \| Marcatori \| 63’ Brolin \| |            |            |       |                        |
|                                                            |            |            |       |                        |
| Borgonovo 31’                                              | Marcatori  | 63’ Brolin |       |                        |

## Statistiche

### Statistiche di squadra
| Competizione | Punti | In casa | In casa | In casa | In casa | In casa | In casa | In trasferta | In trasferta | In trasferta | In trasferta | In trasferta | In trasferta | Totale | Totale | Totale | Totale | Totale | Totale | DR  |
| Competizione | Punti | G       | V       | N       | P       | Gf      | Gs      | G            | V            | N            | P            | Gf           | Gs           | G      | V      | N      | P      | Gf     | Gs     | DR  |
| ------------ | ----- | ------- | ------- | ------- | ------- | ------- | ------- | ------------ | ------------ | ------------ | ------------ | ------------ | ------------ | ------ | ------ | ------ | ------ | ------ | ------ | --- |
| Serie A      | 32    | 17      | 7       | 6       | 4       | 26      | 15      | 17           | 3            | 6            | 8            | 18           | 26           | 34     | 10     | 12     | 12     | 44     | 41     | +3  |
| Coppa Italia |       | ..      | ..      | .       | .       | ..      | ..      | ..           | .            | ..           | .            | ..           | ..           | ..     | ..     | ..     | .      | ..     | ..     | +.. |
| Totale       |       | ..      | ..      | .       | .       | ..      | ..      | ..           | .            | ..           | .            | ..           | ..           | ..     | ..     | ..     | .      | ..     | ..     | +.. |

### Statistiche dei giocatori
| Giocatore     | Serie A  | Serie A | Serie A     | Serie A    | Coppa Italia | Coppa Italia | Coppa Italia | Coppa Italia | Totale   | Totale | Totale      | Totale     |
| Giocatore     | Presenze | Reti    | Ammonizioni | Espulsioni | Presenze     | Reti         | Ammonizioni  | Espulsioni   | Presenze | Reti   | Ammonizioni | Espulsioni |
| ------------- | -------- | ------- | ----------- | ---------- | ------------ | ------------ | ------------ | ------------ | -------- | ------ | ----------- | ---------- |
| R. Aiana      | 1        | 0       | ?           | ?          | ?            | ?            | ?            | ?            | 1+       | 0+     | ?           | ?          |
| G. Banchelli  | 1        | 0       | ?           | ?          | ?            | ?            | ?            | ?            | 1+       | 0+     | ?           | ?          |
| M. Bartolelli | 1        | 0       | ?           | ?          | ?            | ?            | ?            | ?            | 1+       | 0+     | ?           | ?          |
| G. Batistuta  | 27       | 13      | ?           | ?          | ?            | ?            | ?            | ?            | 27+      | 13+    | ?           | ?          |
| D. Beltrammi  | 2        | 0       | ?           | ?          | ?            | ?            | ?            | ?            | 2+       | 0+     | ?           | ?          |
| S. Borgonovo  | 14       | 3       | ?           | ?          | ?            | ?            | ?            | ?            | 14+      | 3+     | ?           | ?          |
| M. Branca     | 23       | 5       | ?           | ?          | ?            | ?            | ?            | ?            | 23+      | 5+     | ?           | ?          |
| S. Carobbi    | 33       | 1       | ?           | ?          | ?            | ?            | ?            | ?            | 33+      | 1+     | ?           | ?          |
| A. Dell'Oglio | 22       | 1       | ?           | ?          | ?            | ?            | ?            | ?            | 22+      | 1+     | ?           | ?          |
| C. Dunga      | 33       | 4       | ?           | ?          | ?            | ?            | ?            | ?            | 33+      | 4+     | ?           | ?          |
| M. Faccenda   | 34       | 2       | ?           | ?          | ?            | ?            | ?            | ?            | 34+      | 2+     | ?           | ?          |
| M. Fiondella  | 17       | 1       | ?           | ?          | ?            | ?            | ?            | ?            | 17+      | 1+     | ?           | ?          |
| D. Giraldi    | 1        | 0       | ?           | ?          | ?            | ?            | ?            | ?            | 1+       | 0+     | ?           | ?          |
| G. Iachini    | 26       | 1       | ?           | ?          | ?            | ?            | ?            | ?            | 26+      | 1+     | ?           | ?          |
| P. Maiellaro  | 25       | 4       | ?           | ?          | ?            | ?            | ?            | ?            | 25+      | 4+     | ?           | ?          |
| A. Malusci    | 26       | 2       | ?           | ?          | ?            | ?            | ?            | ?            | 26+      | 2+     | ?           | ?          |
| A. Mannini    | 7        | -8      | ?           | ?          | ?            | ?            | ?            | ?            | 7+       | -8+    | ?           | ?          |
| G. Mareggini  | 28       | -33     | ?           | ?          | ?            | ?            | ?            | ?            | 28+      | -33+   | ?           | ?          |
| V. Matrone    | 3        | 1       | ?           | ?          | ?            | ?            | ?            | ?            | 3+       | 1+     | ?           | ?          |
| Mazinho       | 21       | 0       | ?           | ?          | ?            | ?            | ?            | ?            | 21+      | 0+     | ?           | ?          |
| M. Orlando    | 28       | 3       | ?           | ?          | ?            | ?            | ?            | ?            | 28+      | 3+     | ?           | ?          |
| S. Pioli      | 30       | 0       | ?           | ?          | ?            | ?            | ?            | ?            | 30+      | 0+     | ?           | ?          |
| S. Salvatori  | 27       | 0       | ?           | ?          | ?            | ?            | ?            | ?            | 27+      | 0+     | ?           | ?          |